# New Abbey
New Abbey, veraltet auch Newabbey, schottisch-gälisch An Abaid Ur, ist eine Ortschaft in der schottischen Council Area Dumfries and Galloway. Sie liegt rund zehn Kilometer südlich von Dumfries und 21 Kilometer westlich von Annan. Der Bach New Abbey Pow, der rund zwei Kilometer östlich nahe dessen Mündung in den Solway Firth in den Nith mündet, begrenzt die Ortschaft im Norden. Historisch lag New Abbey in der traditionellen Grafschaft Kirkcudbrightshire.

## Geschichte
Im Jahre 1273 gründeten Zisterziensermönche am Standort mit der Sweetheart Abbey ein Filialkloster der Abtei Dundrennan. Die Lage auf der Leeseite des 569 m hohen Criffel mag bei der Standortwahl ein bedeutender Aspekt gewesen sein. Devorgilla of Galloway, die Mutter des späteren schottischen Königs John Balliol, initiierte die Einrichtung des Klosters.
Ein Tower House aus dem 16. Jahrhundert bildete die Keimzelle des östlich gelegenen Herrenhauses Kirkconnel House. Die Erweiterung geht auf James Maxwell nach dessen Rückkehr nach Schottland um 1750 zurück. Das an einer Nebenstraße der Main Street gelegene Old House entstand im 17. Jahrhundert und zählt zu den ältesten erhaltenen Gebäuden New Abbeys. Am Nordwestrand von New Abbey liegt das Herrenhaus Shambellie House. Es entstand nach einem Entwurf des schottischen Architekten David Bryce. Seit 1982 ist dort das National Museum of Costume untergebracht.
Am Standort der New Abbey Mill wurde möglicherweise seit 1559 eine Mühle betrieben. Ein aus dem südlich der Ortschaft gelegenen Loch Kindar abfließender Bach speiste das Wasserrad der Wassermühle. Im späteren 20. Jahrhundert restaurierte Historic Scotland den Betrieb und eröffnete dort ein Mühlenmuseum. Das Bauwerk ist als Kategorie-A-Bauwerk denkmalgeschützt.
Im Rahmen der Zensuserhebung 1971 wurden in der kleinen Ortschaft New Abbey 339 Einwohner gezählt.

## Verkehr
Die in Dumfries beginnende A710 bildet die Hauptstraße von New Abbey. Sie bindet die Ortschaften entlang des Nith-Ästuars und der Nordküste des Solway Firth bis Dalbeattie an das Fernstraßennetz an. Im zehn Kilometer entfernten Dumfries besteht Anschluss an verschiedene A-Straßen, darunter die A75 (Stranraer–Gretna Green). Mit dem Bahnhof Killywhan entstand im Laufe des 19. Jahrhunderts rund neun Kilometer nordwestlich ein Bahnhof. Die Station wurde jedoch zwischenzeitlich aufgelassen.